# South Heath
South Heath – przysiółek w Anglii, w hrabstwie Buckinghamshire. Leży 15,9 km od miasta Aylesbury, 39,3 km od miasta Buckingham i 46 km od Londynu. W 2015 miejscowość liczyła 822 mieszkańców.